# Wiesław Pawlik
Wiesław Władysław Pawlik (ur. 19 maja 1939) – polski uczony, profesor nauk medycznych. Specjalizuje się w fizjologii układu krążenia, oraz gastroenterologii. Członek korespondent krajowy Polskiej Akademii Nauk od 2004 roku, członek rzeczywisty tej instytucji od 2016 roku. Jest również członkiem Polskiej Akademii Umiejętności. Pracownik Wydziału Lekarskiego Katedry Fizjologii Collegium Medicum Uniwersytetu Jagiellońskiego.
Absolwent Akademii Medycznej im. Mikołaja Kopernika w Krakowie (rocznik 1964). Tytuł profesora nadano mu 1 grudnia 1991 roku.

## Odznaczenia
- Krzyż Kawalerski Orderu Odrodzenia Polski (2003)[4]

## Wybrane prace
Jest recenzentem, wykonawcą oraz promotorem wielu prac z zakresu medycyny, między innymi:
- Poszukiwanie czynników wpływających na wystąpienie i przebieg cukrzycy ciężarnych
- Udział szlaku sfingolipidowego w indukcji insulinooporności hepatocytów
- Wpływ iscadoru i opioidów stosowanych in vivo i in vitro na zawartość białka całkowitego w surowicy krwi i aktywność układu leukocytarnego
- Melatonina w leczeniu stłuszczeniowego niealkoholowego zapalenia wątroby
- Rola greliny w mechanizmach obronnych błony śluzowej żołądka, w zakażeniu Helicobacterpylori i w leczeniu doświadczalnych wrzodów żołądka
- Neurosensoryczna kontrola mikrokrążenia a gojenie doświadczalnych owrzodzeń błony śluzowej jamy ustnej
- Monocyty a apoptoza komórek śródbłonka naczyniowego in vitro